# Mycena maculata
Mycena maculata é uma espécie de cogumelo da família Mycenaceae. Os cogumelos crescem em grupos sobre a madeira em florestas de coníferas e decíduas, na América do Norte e na Europa.

## Características microscópicas
Os esporos são elipsoides, amiloides (ou seja, eles adquirem uma tonalidade preto-azulada a preto quando corados com o reagente de Melzer), e medem 7 a 9 por 4 a 5 um. Os basidia (células que carregam os esporos do himênio) medem 30 a 35 por 7 a 8 mm, e possuem quatro esporos cada. Os queilocistídios (cistídios nas bordas das lamelas) são incorporados no himênio e discreto, medindo 20 a 28 por 6 a 12 mm. Eles são irregulares na forma; alguns têm projeções de forma cilíndrica alongada curtas na parte superior, outros têm protuberâncias digitiformes ramificada irregulares, enquanto outros têm paredes onduladas e um ápice contorcido alongado. Não há pleurocistídios (cistídios na face das lamelas) em Mycena maculata. O tecido lamelar é hialino ou muito fracamente vinaceous-marrom quando corados em iodo. O tecido de chapéu tem uma fina película, e a região diretamente sob ela é feita de hifas com células apenas ligeiramente aumentados, enquanto o restante é filamentosos, e manchas amareladas a ligeiramente vinaceous-marrom em iodo. O micélio de M. maculata é bioluminescente; esta propriedade não tem sido reportada para os corpos de frutificação.